# Beväringen 5

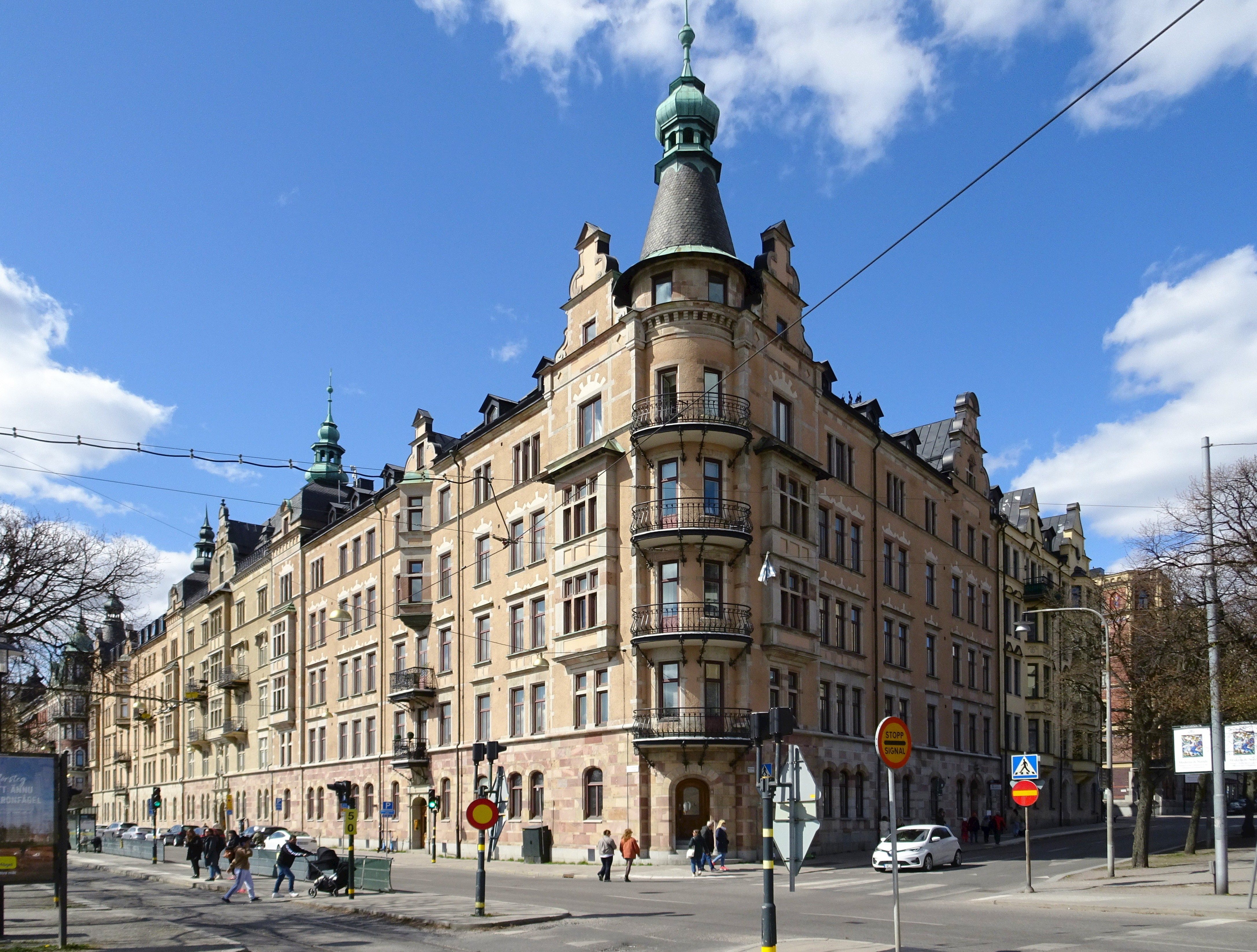
Strandvägen 43–47 med nr 47 närmast, maj 2022.

Beväringen 5 är en kulturhistoriskt värdefull bostadsfastighet i kvarteret Beväringen i hörnet Strandvägen 47 / Narvavägen 1 på Östermalm i Stockholm. Byggnaden uppfördes 1893–1894 efter ritningar av arkitekten Johan Albert Nordström och är en spegelvänd pendang till Beväringen 1 (Strandvägen 43). Fastigheten är grönmärkt av Stadsmuseet i Stockholm vilket betyder "särskilt värdefull från historisk, kulturhistorisk, miljömässig eller konstnärlig synpunkt".

## Bakgrund

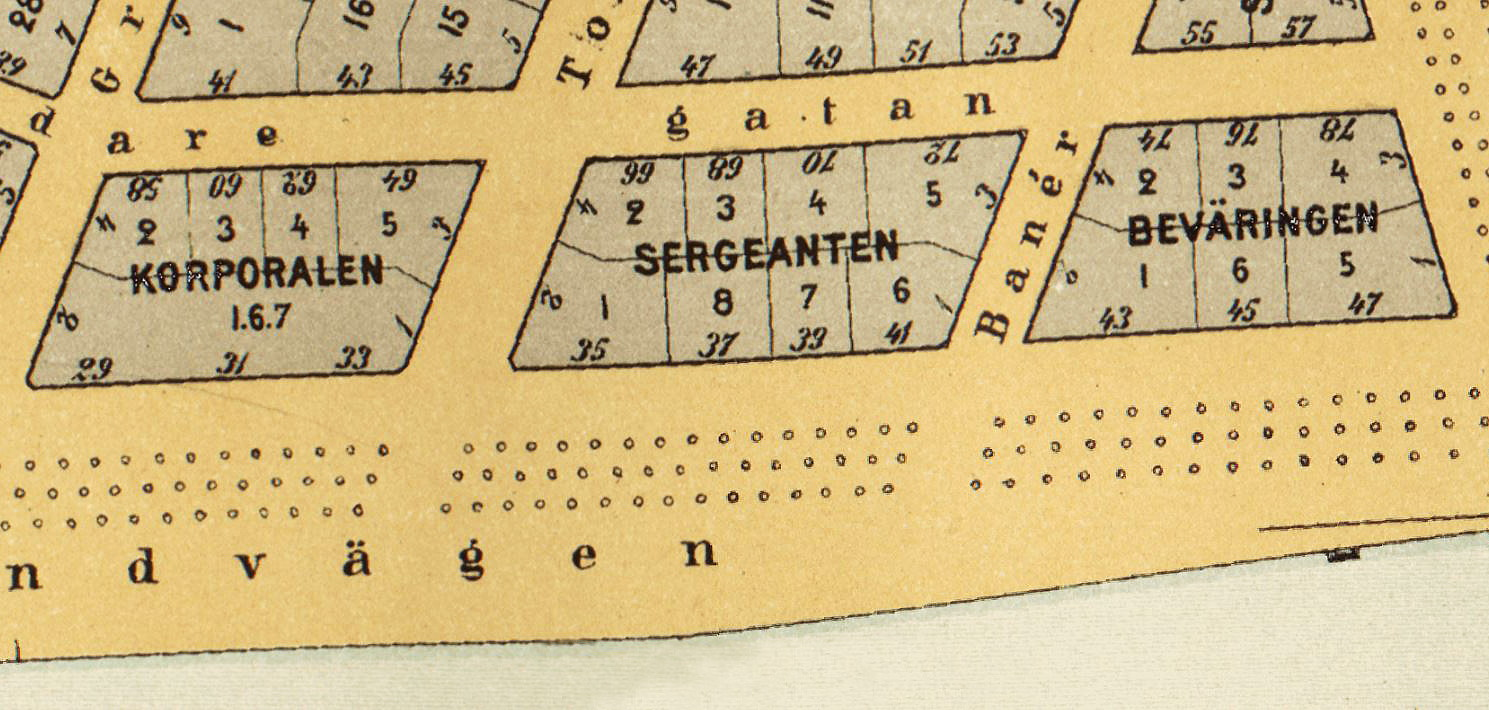
Korporalen, Sergeanten och Beväringen.

I området låg på 1700-talet skeppsvarvet Terra nova. Efter varvets namn bildades storkvarteret Terra Nova Större, som sträckte sig ända upp till Storgatan och mellan Grev Magnigatan i väster och ungefär fram till dagens Oxenstiernsgatan i öster. På 1800-talet hade Andra livgardet sina kaserner och exercisplats här. På den stora tomten fanns bara några få byggnader som revs i slutet av 1880-talet. Den oregelbundna strandlinjen rätades ut genom omfattande utfyllningar. Mot Strandvägen bildades tre nya kvarter: Korporalen, Sergeanten och Beväringen (från väst till öst) som följde Edvard von Rothsteins övergripande stadsplan från 1859. Kvartersnamnen anknöt till den tidigare militära verksamheten.
Den attraktiva hörntomten vid den nyanlagda Narvavägen förvärvades av arkitekten Johan Albert Nordström. Troligen höll Nordström även i bygget eftersom en av hans medarbetare vid detta projekt var byggmästare  Johan Göransson. Nordström och Göransson bebyggde ungefär samtidigt kvarterets hörntomt mot Banérgatan (se Beväringen 1). Strandvägen 43–47 stod färdig 1896, i god tid före Stockholmsutställningen 1897, som utgjorde en sorts ”deadline” för den planerade bebyggelsens färdigställande längs med Stockholms nya paradgata. Nordström förvärvade, ritade och bebyggde även grannhuset Beväringen 4 vid Narvavägen 3 som färdigställdes 1897.

## Byggnadsbeskrivning

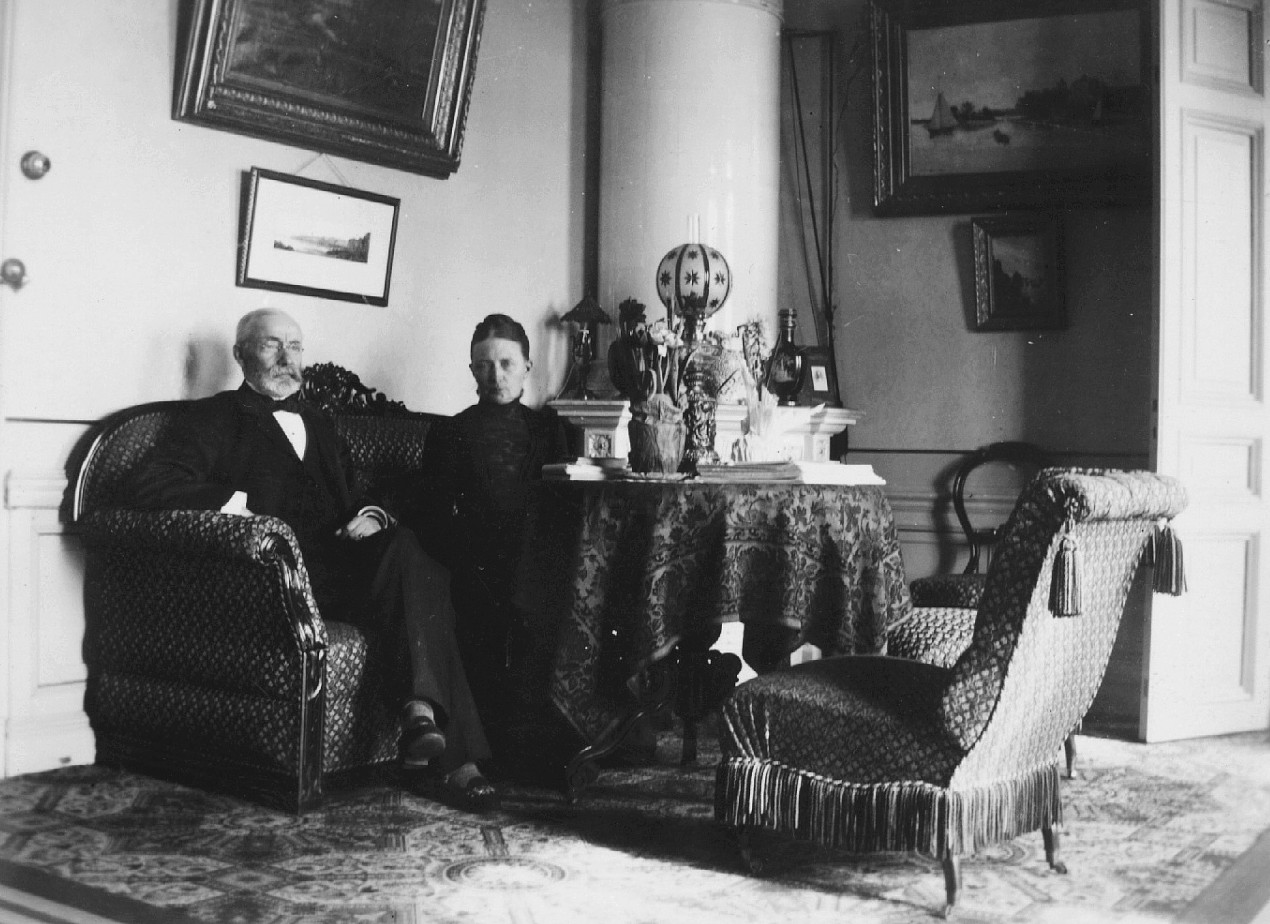
Grosshandlare P.A. Danelius och hustru i sin bostad kring sekelskiftet 1900.

Hela fasaden mot Strandvägen 43–47 fick en samkomponerad gestaltning där de båda hörnhuset Beväringen 1 och 5 ritades av Nordström medan mellersta huset, Beväringen 6, formgavs av arkitektkontoret Ullrich & Hallquisth. Trots olika arkitekter och byggherrar fick hela komplexet ett enhetligt, monumentalt yttre där Beväringen 6 utgör tillsammans med Bajonetten 1 (Strandvägen 49) en sorts portalbyggnader i förlängningen av Djurgårdsbron norrut vid Narvavägens början. 
Beväringen 5 uppfördes i fem våningar och källare. Grunden består av gammal sjöbotten efter Ladugårdslandsviken och fick förstärkas genom pålning. Gatufasaden ytbehandlades med grå spritputs i ockra och kring fönster och dörrar uppsattes grårosa sandsten. I höjd med bottenvåningen kläddes hela fasaden med grårosa sandsten. Balkongerna fick sirliga räcken i smide. Fasaden mot Strandvägen gestaltades av arkitekten med viss symmetri där hörntornet återkommer som motiv i ett torn vid gränsen till grannfastigheten (Beväringen 6). Fasaderna accentuerades av flera burspråk med olika bredd och höjd som avslutas av höga gavelfrontoner. Själva hörntornet fick en hög, spetsig och skifferklädd tornhuv som kröns av en lanternin i koppar.
Huvudporten är av ek, skulpterad och glasad samt försedd med ett välvt, glasat överstycke. Portalomfattningen är rik skulpterad med pilaster och en vapensköld omgiven av festonger. Portalvalvets slutsten är i form av ett manshuvud, däröver en inskription: Må Frid och Ro – Du alltid få i detta Bo.

### Bilder

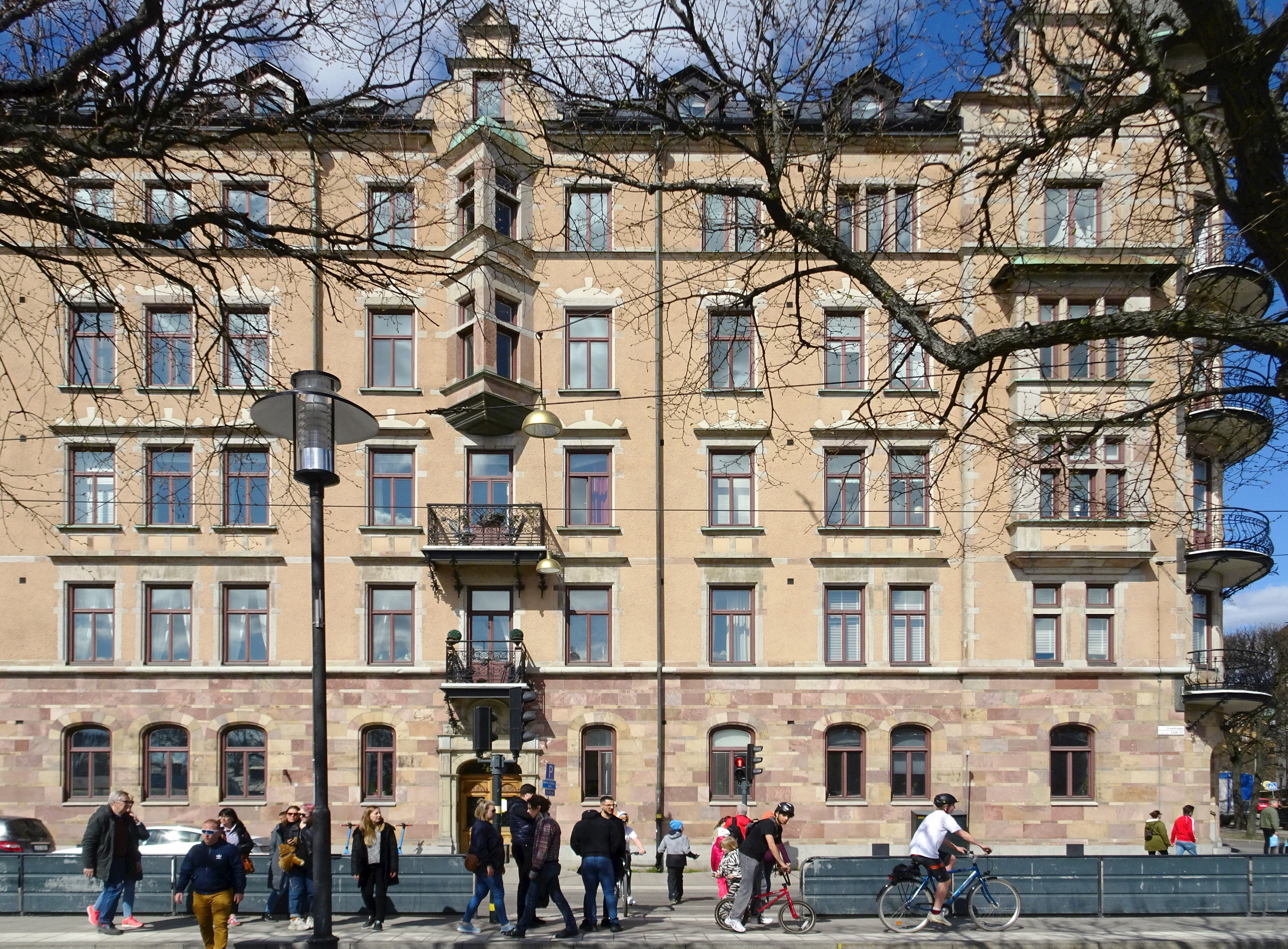
Fasad mot Strandvägen.
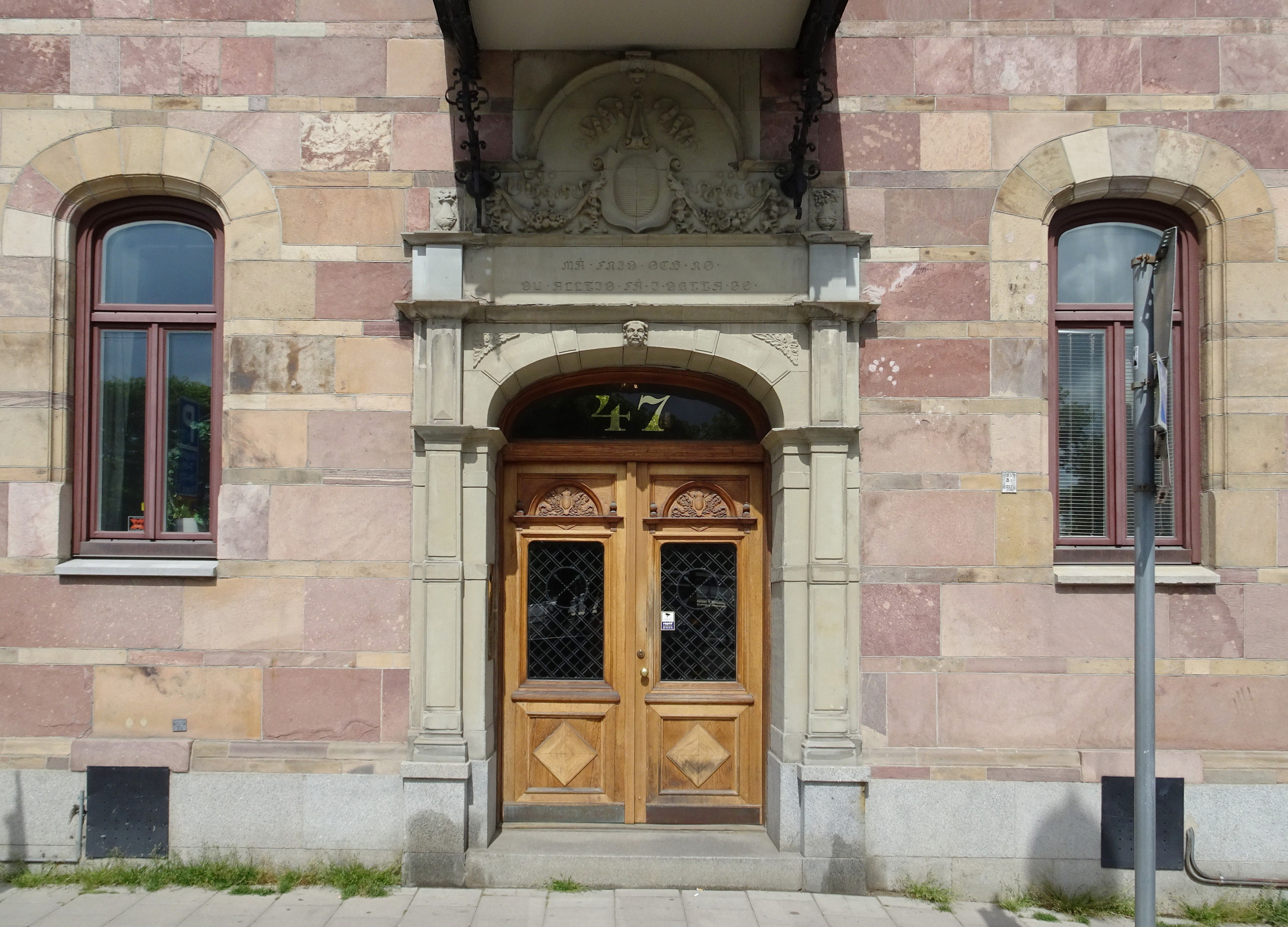
Entrén.
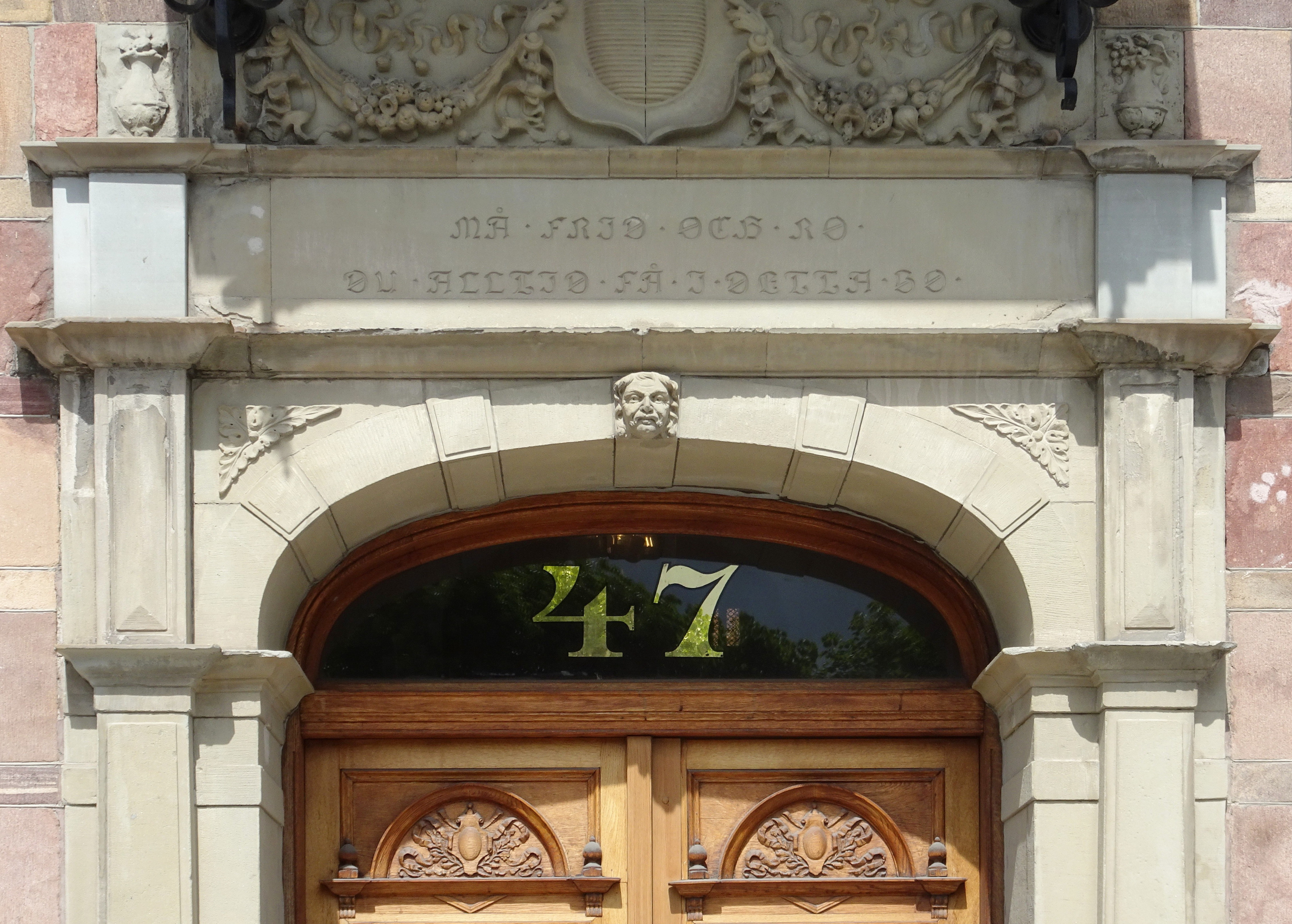
Portalöverstycket.
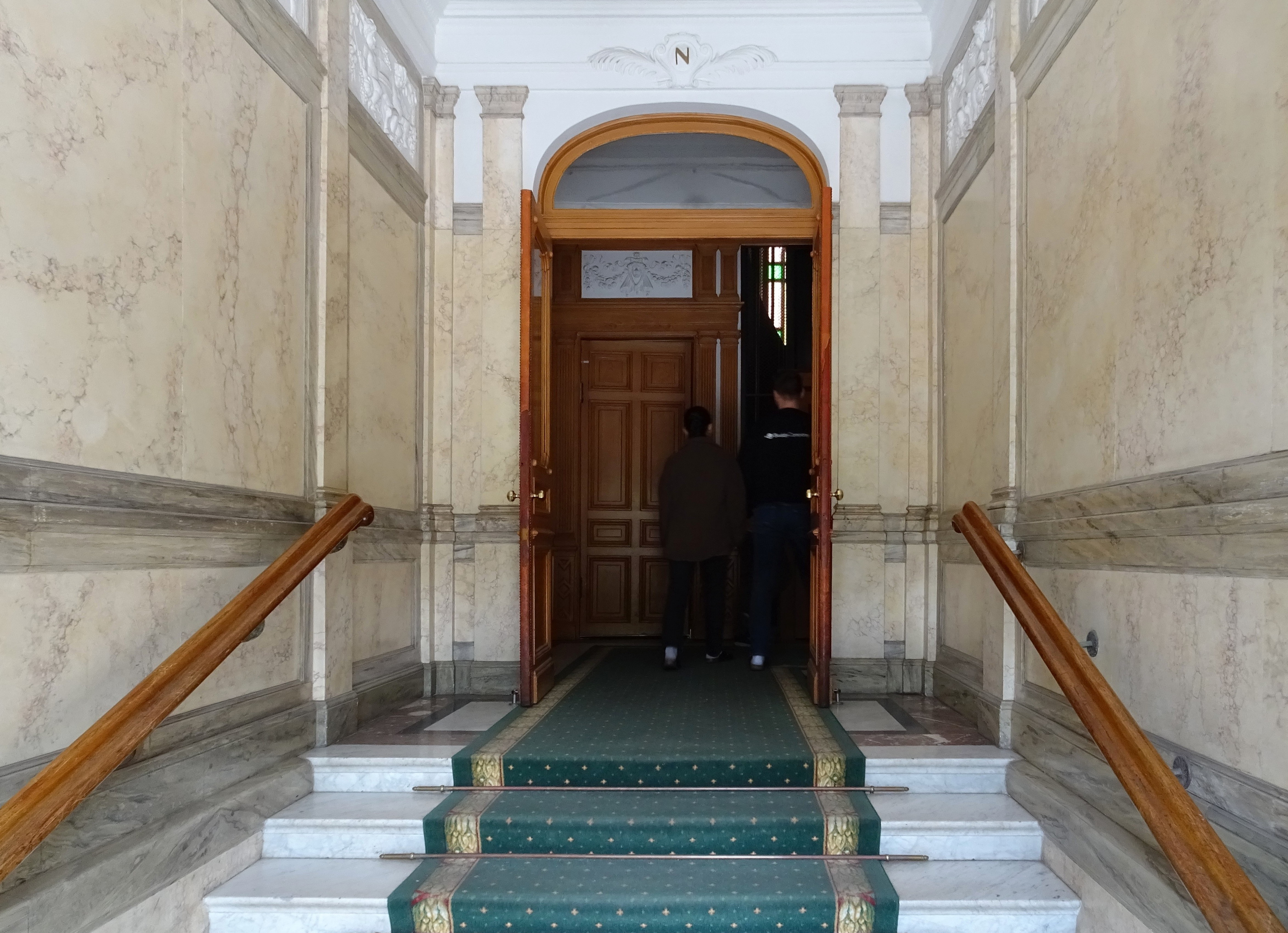
Entréhallen.

### Interiör
Innanför entrén ligger vitt marmorgolv med mönster i svart och rött marmor på vilplanet. Väggarna är fältindelade och målade i stucco lustro i gult och ljust beigerosa med grå lister. Det finns en skulpterad fris som löper under taket visande lekande putti, frukter och band i relief. Över den inre dörren syns bokstaven "N" som troligen står för Nordström, husets ägare, arkitekt och byggmästare. Liksom Beväringen 1 bestod våningsplanen ursprungligen av två stora lägenheter. 1914 inreddes butikslokaler i bottenvåningen med entré från hörnet. Här fanns på 1980-talet en filial av Götabanken. På 1950-talet inreddes vinden med kontorslokaler efter ritningar av arkitekt Birger Lindberg. På 1970-talet renoverades samtliga lägenheter.

## Ägare och boenden
Johan Albert Nordström ägde fastigheten fram till 1911 då han sålde huset till Fastighetsaktiebolaget Beväringen. Mellan 1948 och 1958 disponerades en av våningarna av Indiens ambassad i Stockholm. Idag ägs fastigheten av bostadsrättsföreningen Beväringen 5 som registrerades 1993.

## Referenser

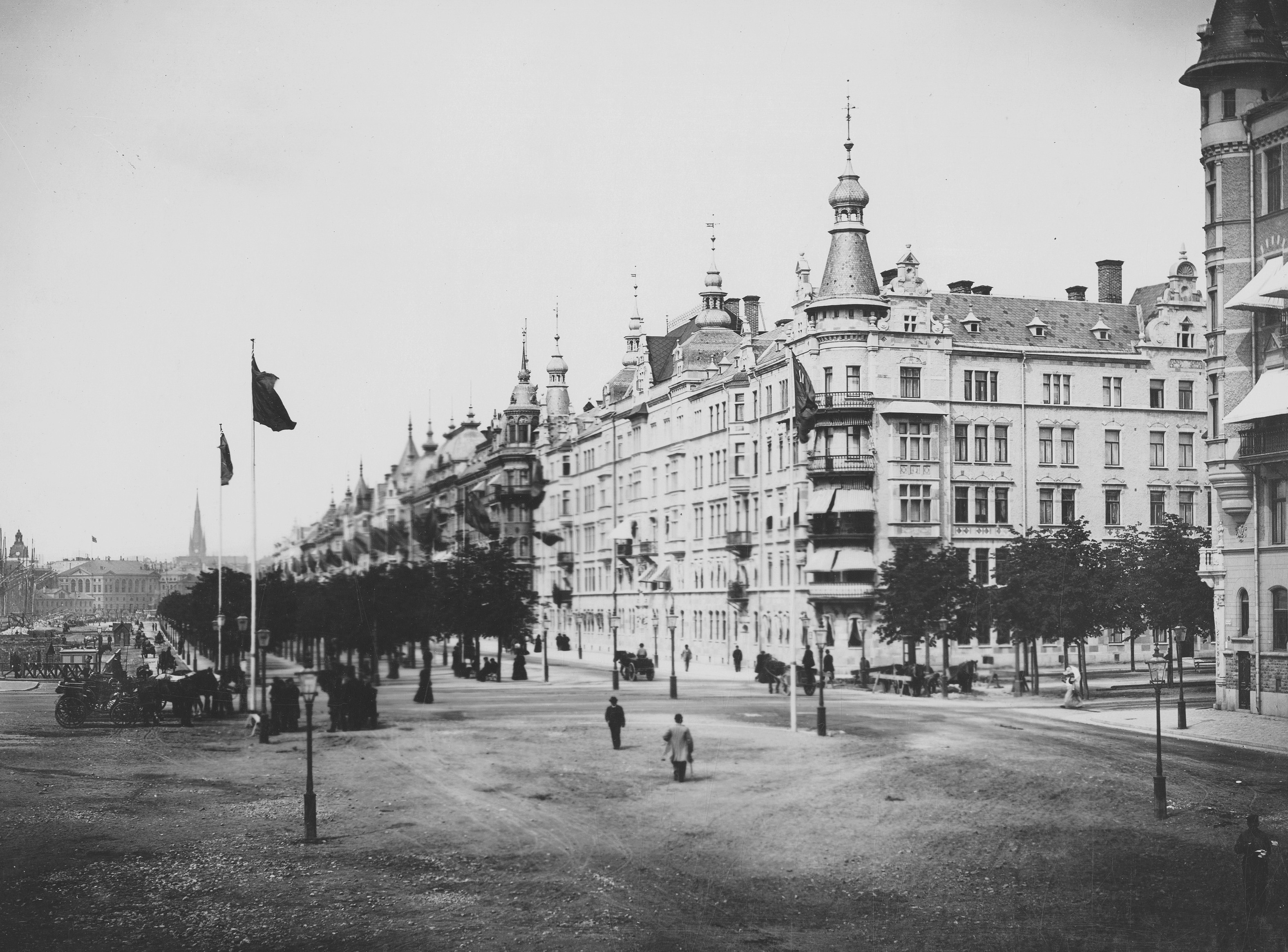
Hela Strandvägen med hörnhuset Beväringen 5 närmast omkring 1897.